# Julio Arana
Julio César Arana del Águila, más conocido como Julio C. Arana (Rioja, 1864-Lima, 1952) fue un empresario cauchero y político peruano. Amasó una cuantiosa fortuna con la explotación del caucho en la región amazónica. Su empresa, la Casa Arana, se convirtió en 1907 en la Peruvian Amazon Rubber Company, con participación de capitales británicos y con sede en Londres. Al desatarse los llamados escándalos del Putumayo, en la región fronteriza entre Perú y Colombia, fue sindicado como el responsable de la explotación y la muerte de miles de indígenas amazónicos, a los que empleaba como trabajadores esclavizados. Los resultados de una investigación realizada por Roger Casement, a instancias del gobierno británico, motivaron que fuera procesado judicialmente, pero el inicio de la Primera Guerra Mundial frustró el proceso. Llegó a ser senador por Loreto y presidente de la Cámara de Comercio de esa región. Como senador, se opuso a la aprobación del Tratado Salomón-Lozano y auspició varias medidas a favor de Loreto.

## Empresario del caucho
Nació en Rioja, en el departamento de San Martín, siendo sus padres Martín Arana Hidalgo y María Jesús del Águila.
Su padre era un sombrerero que le procuró solo estudios elementales. Se inició en el comercio y la explotación del caucho y otros productos, en Yurimaguas, en plena selva peruana, a partir de 1881. La explotación del caucho, a finales del siglo XIX y en la primera mitad del siglo XX había despertado en toda esa zona la llamada fiebre del caucho.
En 1889 se trasladó a Iquitos y en algunos años amplió sus operaciones caucheras en las riberas del Putumayo. La cercanía de la zona con Colombia le permitió enlazarse con compañías de ese país, como Larrañaga, Ramírez y Cía., de La Chorrera, entre otras, cuyas explotaciones se realizaban en la riberas del río Igaraparaná y el río Caraparaná, afluentes del río Putumayo.
En 1899, Arana observó que a lo largo del Putumayo, zona toda ella cauchera, había una extensa población indígena; imaginó entonces las grandes ventajas que le reportaría contar con una mano de obra prácticamente gratuita a fin de competir con sus rivales más inmediatos, los Casa Suárez, Fitzcarrald, Vaca Díez y demás siringueros o extractores de caucho. Aprendió los procedimientos de la Calderón, compañía cauchera del Putumayo que, a partir de 1900, esclavizaba a los indígenas para colocarse en envidiable situación productiva. Los indígenas de las riberas de los ríos Caraparaná, alto Cahuinarí e Igaraparaná –es decir, los huitoto, andoque, bora y nonuya– fueron utilizados para la extracción de caucho, su carga y transporte y los oficios propios de los campamentos. Sus tradiciones como el cultivo, la caza y otras actividades propias de sus comunidades les fueron entonces prohibidas.

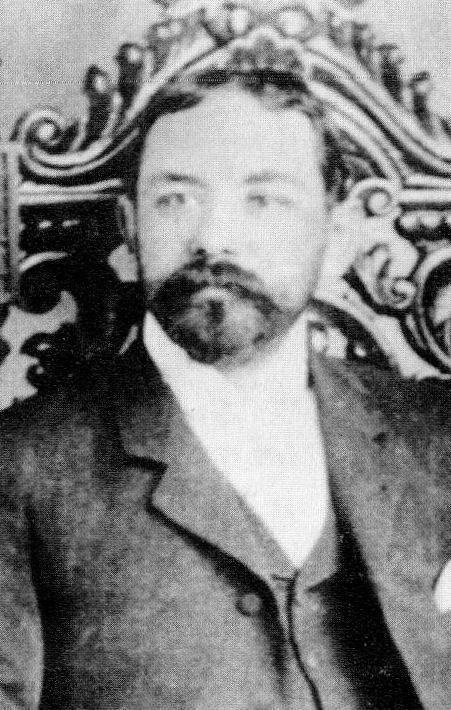
Julio C. Arana. Recorte de una fotografía de fines del.

Los éxitos comerciales de Arana lo elevaron a la alcaldía de Iquitos en 1902. A partir de esa fecha asumió diversos cargos públicos, entre ellos el de presidente de la Cámara de Comercio y de la Junta Departamental.
La bonanza de sus negocios lo llevó a instalar una sucursal en Manaus, Brasil, en 1903, con la intención de evitar la intromisión de agentes comisionistas. Dueño ya de una sustanciosa fortuna, constituyó la sociedad J.C. Arana y Hnos. y rápidamente adquirió la cesión de derechos de los ocupantes de muchas caucherías, llegando a tener hasta 45 centros de recolección. 
No bastándole los negocios en territorio peruano, Arana abrió exitosamente agencias en Londres y Nueva York, sustituyendo la sociedad familiar por la Peruvian Amazon Rubber Company, constituida en Londres en 1907 y respaldada con un capital de £ 1000. En esta nueva compañía se mantuvo como gerente, asesorado por cuatro directores ingleses. 
Su creciente poder le permitió adquirir gran número de explotaciones caucheras en el Putumayo, territorio que por entonces el Perú disputaba con Colombia. De modo que era una zona donde también había caucheros colombianos, quienes se quejaron ante su gobierno del método de adquisición de Arana, que consistía en amenazas y extorsiones utilizando a matones armados. El gobierno colombiano desoyó estas protestas. Los competidores de Arana difundieron entonces su fama de desalmado y cruel, pese a que ellos también practicaban similares métodos de explotación. Esta imagen del cauchero sin escrúpulos sirvió de argumento, años después, de la novela La vorágine, del colombiano José Eustasio Rivera, cuyo escenario es la frontera del Perú y Colombia. Rivera se valió de testimonios directos para escribir su célebre relato.

## Los crímenes del Putumayo
La explotación del caucho a escala multinacional requería de cientos de trabajadores sin apenas retribución, producción constante y el dominio de una zona que no importaba mucho a ningún gobierno.
En las explotaciones caucheras de la Peruvian Amazon Rubber Co., guardias armados traídos de la colonia inglesa de Barbados (negros barbadenses) obligaban a los indígenas al trabajo sin descanso, y los vigilaban minuciosamente para evitar que escaparan. Había allí dependencias donde se les torturaba si no aportaban las cantidades de caucho requeridas. Se les azotaba o cortaba las manos o los dedos.

## Las primeras denuncias
Un joven ingeniero ferroviario estadounidense, Walter Hardenburg, de paso por el Putumayo en 1908, presenció las vejaciones y asesinatos a los nativos, así como acosos y violencias de parte de la gente de Arana contra sus competidores en el negocio.
En 1909, el periódico londinense Truth, publicó el testimonio de Hardenburg bajo el título The Devil's Paradise (El paraíso del diablo). Hardenburg relataba con detalle sus observaciones y otros testimonios que había logrado recoger durante sus meses de estadía en Iquitos. Denunció la existencia de un verdadero régimen de esclavitud en el Putumayo, en el cual los nativos eran forzados a trabajar. Su relato incluía la descripción de horrorosas torturas a los indígenas, cuando estos no cumplían con la cuota de caucho a la que estaban obligados a entregar. Menciona latigazos hasta causar la exposición de los huesos, torturas con fuego y agua, crucifixiones e incluso la quema de personas vivas untadas con parafina o keroseno, actos cometidos por los empleados de la compañía solo por diversión.
En 1910 continuaron las denuncias contra la Casa Arana. Hardenburg afirmaba que más 40 000 indígenas habían sido asesinados. El periódico Truth también remarcó en que era una «compañía limitada inglesa con directores y accionistas ingleses». Esto horrorizó al público británico.

## Las primeras acciones judiciales contra la Casa Arana
En 1907, el ciudadano peruano Benjamín Saldaña presentó la primera denuncia ante la justicia contra la Casa Arana, por crímenes y abusos contra los indígenas del Putumayo. Un juez de Iquitos, Carlos A. Valcarcel, acogió la demanda.
El fiscal de la Corte Suprema del Perú, José Salvador Cavero, en agosto de 1910, denunció los crímenes del Putumayo y propuso el nombramiento de una comisión judicial que se constituyera en la región para averiguar los hechos. La veracidad de los hechos se comprobó gracias a la enérgica actitud de los jueces de Iquitos Rómulo Paredes y Carlos A. Valcarcel. Se sindicaron a 215 personas como culpables (la mayoría de las cuales nunca fueron capturadas).

## Escándalo internacional. La investigación Casement
En el ámbito internacional se empezó a hablar de los «crímenes del Putumayo», a raíz de las noticias sobre torturas y asesinatos de indígenas cometidos por empleados de las firmas caucheras de Sudamérica. Entre estas se hallaba la Peruvian Amazon de Julio Arana, cuyos accionistas y directivos eran británicos. Además, los empleados o capataces a quienes se sindicaba como los ejecutores de las atrocidades eran provenientes de la colonia británica de Barbados.
Estas noticias tuvieron mucho eco en Inglaterra, país cuyos políticos buscaban pretextos para intervenir en Sudamérica. La defensa de los indígenas se les mostraba como un excelente excusa para intervenir. Los crímenes del Putumayo causaron también escándalo en Estados Unidos.
El historiador Jorge Basadre señala el doble rasero con que los británicos actuaron con respecto a este asunto, en tiempos en que en el ámbito del imperio británico ocurrían excesos similares (en Irlanda, Sur de África, Australia, Jamaica y la India). También los escandalizados estadounidenses no se libraban de caer en doble moral, pues hacía no mucho habían reducido a los indígenas americanos después de sangrientas guerras.

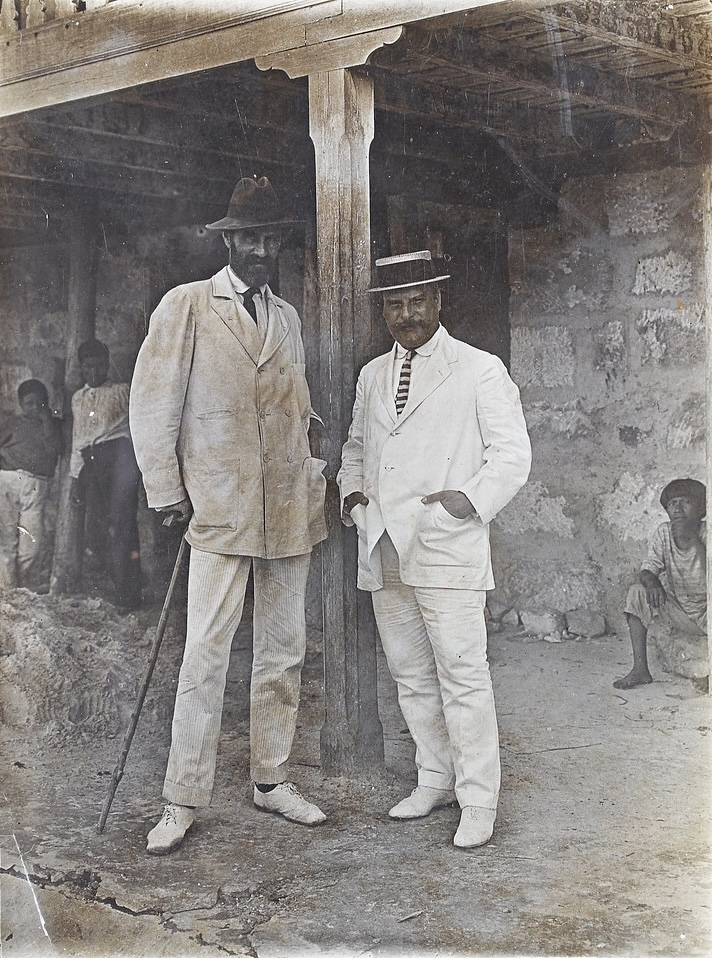
Roger Casement y Juan A. Tizón en La Chorrera, 1910

En 1910, la Corona británica envió al cónsul inglés en Río de Janeiro, Roger Casement, para que investigara los hechos. En sus informes, Casement comprobó la esclavitud que sufrían los indígenas, a quienes se aplicaba la pena de muerte si intentaban huir, así como recogió testimonios de los castigos atroces que recibían si no cumplían la cuota de caucho que se les imponía, castigos que incluían mutilaciones y torturas con fuego. Así como otros abusos de violaciones y concubinatos forzosos impuesto a las mujeres indígenas. Calculó en 30 000 los indígenas asesinados. Confirmaba así la versión de Hardenburg. Su informe se publicó en julio de 1912, que quedó plasmado en el Libro Azul Británico.
Casement envió a las autoridades peruanas la lista de los inculpados en los crímenes, que sumaban 255 personas. Solo se capturaron a unos cuantos, todos empleados de nivel inferior. La Casa Arana, en todo momento negó su culpabilidad institucional y achacó toda responsabilidad al personal subalterno, especialmente a los negros barbadenses. Reclamó con energía que se individualizara a los culpables. También prometió cambiar el sistema de la recolección del caucho para evitar abusos. Los inculpados más prominentes huyeron, por lo que nunca fueron juzgados y al final prescribieron los delitos.

## La defensa de Arana

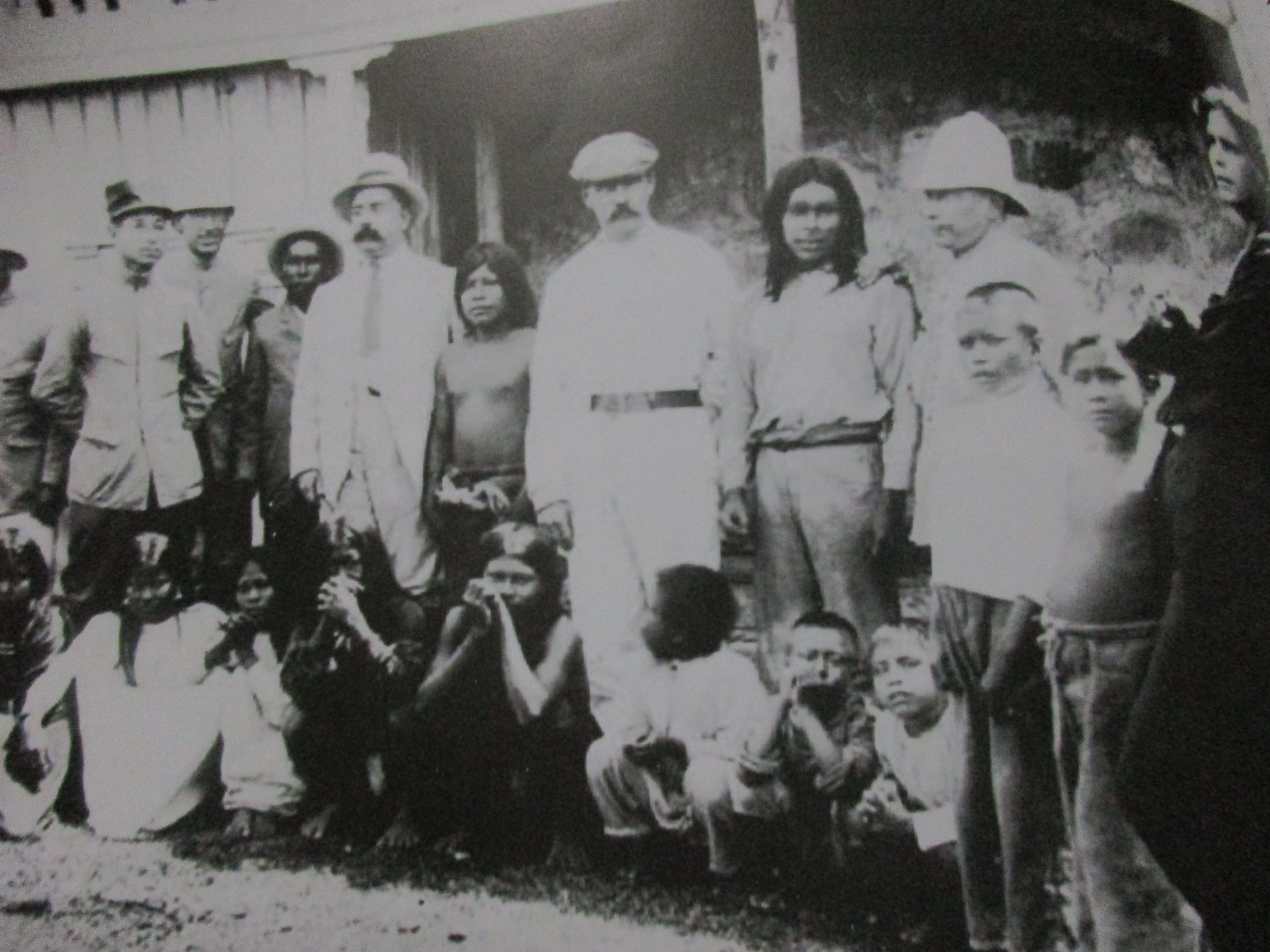
Julio César Arana con sus trabajadores.

En 1913, Arana tuvo que defenderse ante la Cámara de los Comunes en Londres, donde se había creado una comisión especial para investigar los crímenes del Putumayo. La principal defensa de Arana fue presentarse como «civilizador de indios», a los cuales describía como salvajes y caníbales. En breve tiempo redactó diversos escritos en Inglaterra y España con la intención de apuntalar su defensa, uno de los cuales fue el libro Las cuestiones del Putumayo (Barcelona, 1913).
Arana adujo a su favor que él no había tenido una vigilancia directa y personal sobre los métodos empleados para la recolección del caucho, por lo que ignoraba si se habían cometido las crueldades espantosas que se achacaba al personal subalterno, entre ellos los negros de Barbados, así como a algunos de sus directores, entre ellos el colombiano Ramón Sánchez y el boliviano Armando Normand. Aseveró que él no podía haber dado órdenes para cometer semejantes crímenes, basándose en la razón de que jamás habría diezmado a la población indígena, ya que eso habría ido contra sus propios intereses (su negocio requería de mucha mano de obra).
La defensa de Arana la asumió el doctor Carlos Rey de Castro, quien señaló que el escándalo fue desatado por las siguientes razones:
- La propaganda intensa y costosa desatada por Colombia, país que quería apoderarse del territorio situado entre el Putumayo y Caquetá, que entonces disputaba al Perú.
- Algunos accionistas británicos de la Peruvian Amazon participaron en la intriga contra Arana.
- El gobierno británico actuó movido por intereses políticos, ya que con la excusa de ayudar a los nativos pretendía intervenir en los asuntos de Sudamérica (era la época de la expansión de los imperialismos).
- Casement era un neurótico, poseído por un afán enfermizo de notoriedad; además, recibía dinero de Colombia.
- La Sociedad Antiesclavista y de Protección de los Aborígenes, si bien realizaba una campaña humanitaria, tenía al mismo tiempo el propósito oculto de aniquilar a toda empresa cauchera no británica para favorecer la producción de la India.
- El periodista peruano Benjamín Saldaña Roca (de Iquitos) sacó a la luz estos escándalos basándose en informes de empleados despedidos y de algunos oportunistas, quienes previamente habían intentado chantajear a Arana, pidiéndole dinero a cambio de guardar silencio.
- El estadounidense W. E. Hardenburg (el que publicó en la prensa londinense los testimonios escalofriantes citados anteriormente), también fue acusado por Arana de chantaje, así como de falsificación.
- Los negros barbadenses dieron declaraciones falsas o exageradas, a veces llevados por su odio a los blancos y otras veces en espera de recompensas.
- Algunos empleados colombianos de la Peruvian Amazon hicieron similares declaraciones por patriotismo, es decir, para apoyar la versión de su gobierno.
- Otros testimonios provenían de personas de nula confianza: revoltosos, díscolos o alborotadores.
- Los indígenas se sumaron a la ola de acusaciones por su inclinación a la mentira o por rencor a sus patrones.
- La prensa mundial se hizo eco del asunto por puro sensacionalismo.

Los que sostenían la culpabilidad de Arana, consideraban que había una abundancia de pruebas en su contra que hacían prácticamente inútil su defensa, que se basaba fundamentalmente en desacreditar a quienes lo acusaban. Sin embargo, Arana salió bien librado ante la justicia peruana. Se dice que usó sus influencias sobre las autoridades, entre ellos un ministro de Estado (Julio Ego-Aguirre, que era su socio y abogado), parlamentarios y autoridades de la región.

## Contexto internacional

### La disputa fronteriza entre Perú y Colombia

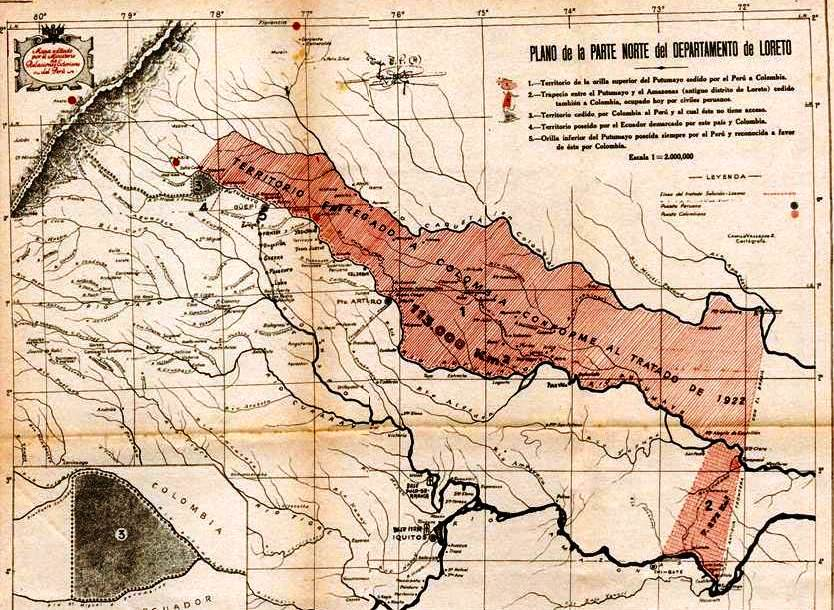
Mapa con la demarcación de los territorios fronterizos en disputa entre Perú y Colombia, y que pasaron a este último país por el Tratado de 1922.

Hay que tener en cuenta contexto internacional entre Perú y Colombia para entender el estallido del llamado escándalo de Putumayo. Ambos países se disputaban una extensa región amazónica fronteriza, entre el Putumayo y el Caquetá, justamente donde se hallaban las caucherías explotadas por la empresa de Arana. El 6 de julio de 1906 se había celebrado un modus vivendi entre ambas naciones, que neutralizó la zona en disputa y facilitó, indirectamente, por la ausencia de autoridades civiles, policiales o militares, la acción de gente inescrupulosa. 
Cuando en octubre de 1907, la cancillería colombiana pidió unilateralmente el cese del modus vivendi, la cancillería peruana pidió a Arana que ayudara con sus empleados a repeler una posible invasión colombiana. Se produjeron así choques entre peruanos y colombianos. El gobierno peruano veía por eso a la empresa de Arana como un símbolo tangible de la defensa del territorio patrio.
Mientras que Colombia, interesada en apoderarse de esa zona, desató una campaña intensa y vilipendiosa contra Arana y su empresa. Efectivamente, causa suspicacia el hecho de que las denuncias de los crímenes se enfocaran sobre Arana y los caucheros peruanos, mas no sobre los caucheros colombianos, quienes cometían similares tropelías en aquella zona.

### Actitud del gobierno colombiano ante los crímenes
Los gobiernos colombianos antes de 1930, nunca hicieron algo para contener las atrocidades de los caucheros, fuesen sus connacionales o de cualquier otra nacionalidad. Al contrario, desde los orígenes de la explotación del caucho en el Amazonas colombiano, tenían buenas relaciones con la Casa Arana. Por ejemplo, en el gobierno del general Rafael Reyes Prieto (1905-1910) el cónsul en Manaus era un cauchero peruano, y el mismo general en tiempos de su juventud había tenido negocios con Arana, ya que su familia y él tenían el negocio de la explotación de la quina y utilizaban las mismas rutas que el caucho; por tanto, alquilaban las embarcaciones de la Casa Arana.

## Carrera política
Instalado nuevamente en el Perú, tras una estadía en Argentina, Arana se interesó otra vez por la política. En 1919, a poco de iniciarse el segundo gobierno de Augusto Leguía (llamado después el Oncenio) fue elegido senador suplente por el departamento de Loreto, siendo el titular su socio y abogado Julio Ego-Aguirre.
Cuando el senador Ego-Aguirre pasó a ser ministro de Estado, Arana ocupó su escaño durante varios años. Su labor en el parlamento estuvo orientada a promover el progreso de la región amazónica, con iniciativas como la creación de un régimen de protección a las propiedades indígenas, en 1923; la reducción de los cánones tributario para la explotación del petróleo, también de 1923; y la creación del Colegio Nacional de Iquitos, efectuado mediante la Ley N.º 5100 de 18 de mayo de 1925. Su actuación en el Senado fue considerada «independiente y digna».
Fue uno de los más tenaces opositores al Tratado Salomón-Lozano (suscrito en 1922 y que recién se dio a conocer al público en 1927), porque estipulaba que el Perú debía renunciar, a favor de Colombia, la margen izquierda del río Putumayo –donde Arana tenía propiedades concedidas por el gobierno peruano– desconociéndose la nacionalidad peruana de sus pobladores. Incluso encabezó una campaña propagandística en contra del tratado y escribió un folleto titulado El protocolo Salomón-Lozano, que fue decomisado por el gobierno en 1927.
Cuando el tratado Salomón-Lozano fue sometido a su aprobación en el Congreso, Arana se contó entre los siete legisladores que votaron en contra, frente la abrumadora mayoría de 102 representantes que votaron a favor. Ello sucedió el 20 de diciembre de 1927. Los otros seis parlamentarios fueron los senadores Julio Ego-Aguirre y Pío Max Medina, y los diputados Santiago Arévalo, Toribio Hernández Mesía, Vicente Noriega del Águila y Fermín Málaga Santolalla.
Si bien la posición de Arana con respecto al tratado con Colombia era coherente con su discurso parlamentario regionalista, de otro lado se preocupó, usando muy bien sus influencias, que dicho instrumento no afectara sus intereses personales. De acuerdo a lo estipulado en el artículo 9.º del tratado, las dos partes estaban obligadas a mantener y respetar todas las concesiones de territorios hechas anteriormente, fuese a nacionales o extranjeros. Esto permitió que Arana mantuviera los derechos de propiedad que el gobierno peruano le había otorgado en los territorios que ahora pasaban a formar parte de Colombia, y por tanto, a la posibilidad de ser indemnizado, en una suma que se fijó en US$ 200 000.
Existe también un documento oficial que indica que, junto con los demás parlamentarios opositores al tratado de 1922, Arana aceptó los hechos consumados y reconoció la validez del mismo, instando a la autoridad local de Iquitos a acatarlo.

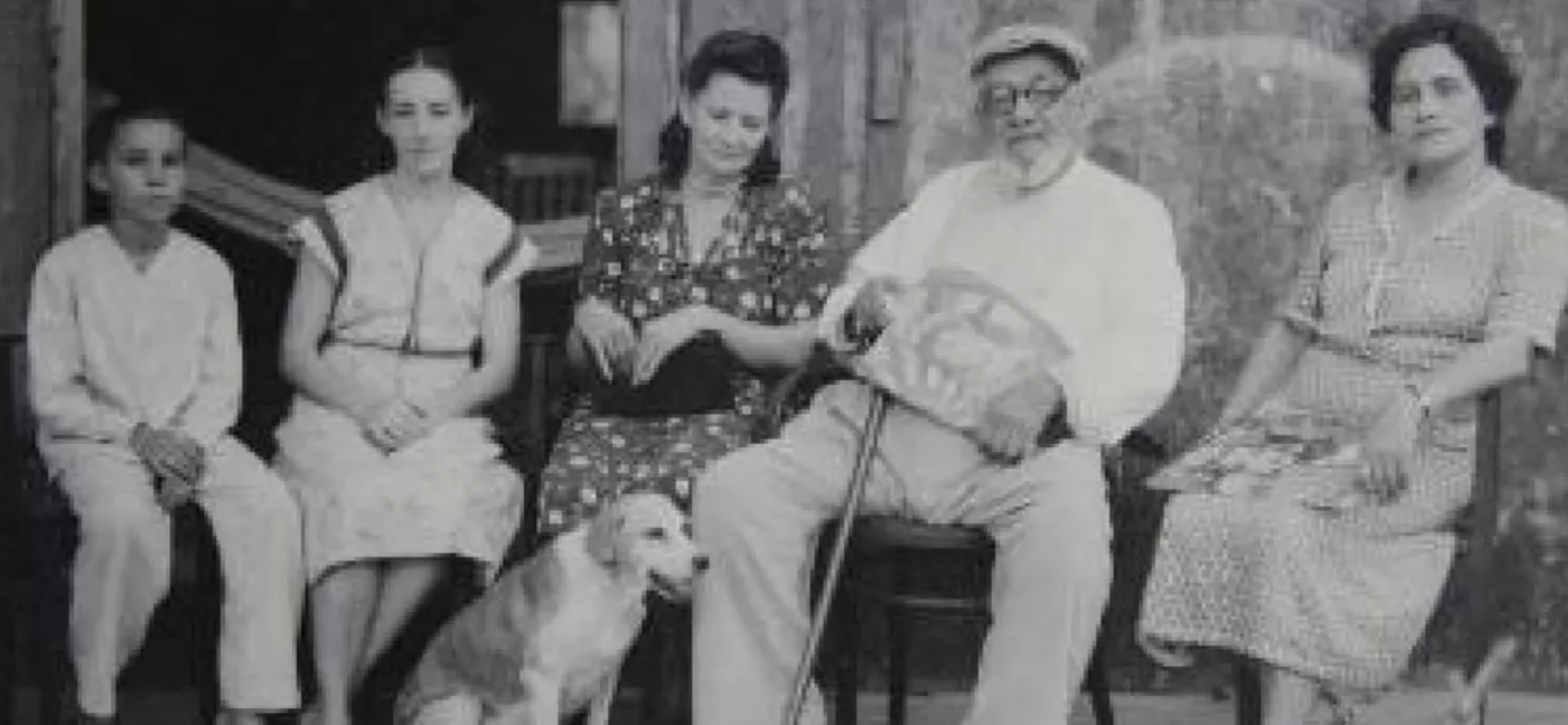
Julio C. Arana, con su esposa Eleanora Zumaeta a su derecha, junto con otros miembros de su familia. Año 1941.

Su vida política duró hasta la caída del gobierno de Leguía, el 25 de agosto de 1930, tras lo cual decidió retirarse a la vida privada. Ya alejado desde hacía tiempo de la región amazónica a la que estuvo ligado gran parte de su vida, murió en 1952, en el balneario limeño de Magdalena del Mar, en medio del olvido.
Julio C. Arana es notoriamente una de las figuras más controvertidas de la amazonía peruana y de la historia del Perú, pues para unos fue un inclemente explotador de indígenas amazónicos, mientras que otros lo vieron como un fervoroso defensor de la soberanía de su país.

## En la literatura
El premio Nobel de Literatura 2010 Mario Vargas Llosa describe a Julio C. Arana en su novela El sueño del celta:

Era un hombre más bajo que alto, moreno, de rasgos mestizos, con una insinuación asiática en sus ojos algo sesgados y una frente muy ancha, de cabellos ralos y cuidadosamente asentados, con raya en el medio. Llevaba un bigotito y barbilla recién escarmenados y olía a colonia… Su expresión era impenetrable. En su mirada dura y fría había algo inflexible… Este hombrecito atildado, ligeramente rechoncho, era pues el dueño de ese imperio del tamaño de un país europeo, dueño de vidas y haciendas de decenas de miles de personas, odiado y adulado, que en ese mundo de miserables que era la Amazonia había acumulado una fortuna comparable a la de los grandes potentados de Europa. Había comenzado como un niño pobre, en ese pueblecito perdido que debía ser Rioja, en la selva alta peruana, vendiendo de casa en casa los sombreros de paja que tejía su familia. Poco a poco, compensando su falta de estudios —sólo unos pocos años de instrucción primaria— con una capacidad de trabajo sobrehumana, una intuición genial para los negocios y una absoluta falta de escrúpulos, fue escalando la pirámide social. De vendedor ambulante de sombreros por la vasta Amazonia, pasó a ser habilitador de esos caucheros misérrimos que se aventuraban por su cuenta y riesgo en la selva, a los que proveía de machetes, carabinas, redes de pescar, cuchillos, latas para el jebe, conservas, harina de yuca y utensilios domésticos, a cambio de parte del caucho que recogían y que él se encargaba de vender en Iquitos y Manaos a las compañías exportadoras. Hasta que, con el dinero ganado, pudo pasar de habilitador y comisionista a productor y exportador. Se asoció al principio con caucheros colombianos, que, menos inteligentes o diligentes o faltos de moral que él, terminaron todos malvendiéndole sus tierras, depósitos, braceros indígenas y a veces trabajando a su servicio. Desconfiado, instaló a sus hermanos y cuñados en los puestos claves de la empresa, que, pese a su gran tamaño y estar registrada desde 1908 en la Bolsa de Londres, seguía funcionando en la práctica como una empresa familiar. ¿A cuánto ascendía su fortuna? La leyenda sin duda exageraba la realidad. Pero, en Londres, la Peruvian Amazon Company tenía este valioso edificio en el corazón de la City y la mansión de Arana en Kensington Road no desmerecía entre los palacios de los príncipes y banqueros que la rodeaban. Su casa en Ginebra y su palacete de verano en Biarritz estaban amueblados por decoradores de moda y lucían cuadros y objetos de lujo. Pero de él se decía que llevaba una vida austera, que no bebía ni jugaba ni tenía amantes y que dedicaba todo su tiempo libre a su mujer.

Por su parte, casi un siglo atrás, ya el escritor colombiano José Eustasio Rivera había denunciado los crímenes de la Casa Arana en su novela La Vorágine (1924).

## Lecturas relacionadas
- Lagos, Ovidio. Arana, rey del caucho. Terror y atrocidades en el alto Amazonas.
- Taussig, Michael. Cultura del terror-espacio de la muerte: el informe Putumayo de Roger Casement, la explicación de la tortura, en revista Amazonía Peruana, vol. III, n.º 14, págs. 7-36. Lima, mayo de 1987.
- Vargas Llosa, Mario. El sueño del celta, 2010.